# Миташ, Альфред
Альфред Миташ, немецкий вариант — Альфред Митташ (в.-луж.  Alfred Mitaš, нем. Alfred Mittasch, 24 мая 1890 года, Будишин, Лужица, Германия — 5 февраля 1956 год, Будишин, Германская Демократическая Республика) — серболужицкий учёный-лингвист.

## Биография
Родился 24 мая 1890 года в семье мелкого торговца в городе Будишин. С 1906 по 1912 год обучался в будишинском педагогическом училище, по окончании которого до 1916 года работал помощником учителя. В 1916 году был призван в армию. Участвовал в Первой мировой войне. После демобилизации работал учителем в родном Будишине. После Второй мировой войны участвовал в восстановлении деятельности серболужицкой культурно-просветительской организации «Домовина». С 1947 года по 1951 год возглавлял отдел «Немецкоговорящие серболужичане» (Němsce rěčacy Serbja). С 1948 года по 1951 год был редактором немецкого приложения газеты «Nowa Doba». С 1951 года до своей кончины в 1956 году участвовал в организации Института сербского народоведения (Institut za serbski ludospyt).
Написал словарь «10 000 słowow Serbsko-němski přiručny słowničk», который вышел в Будишине в трёх изданиях в 1950, 1952 и 1953 годах.